# Pont gòtic de Vilomara
El Pont gòtic de Vilomara és un pont sobre el Llobregat del municipi del Pont de Vilomara i Rocafort (Bages), una obra inclosa en l'Inventari del Patrimoni Arquitectònic de Catalunya. El Pont de Vilomara té una estructura similar al Pont Vell de Manresa. L'origen del pont és del 1369 i la seva reconstrucció data d'entre el 1617 i el 1625. Dona nom al nucli del Pont de Vilomara i al municipi del Pont de Vilomara i Rocafort.

## Història
Des de l'edat mitjana per aquest pont creuava el Llobregat el més famós i popular camí ral que comunicava Manresa amb Barcelona, carenejant la serra de l'Obac pel coll de Daví i davallava cap al Vallès per Matadepera, Sabadell, Barberà i, després del coll de Montcada, entrava a Barcelona passant per Sant Andreu i el Clot.
La primera notícia que es té l'aporta Albert Benet quan diu que el 1012 uns béns situats a la Querosa (lloc emplaçat a l'angle que fa el riu passat Viladordis i les Marcetes) afrontaven de migdia amb el pont de pedra («ponte petrisso»). Ara bé, queda el dubte que sigui el mateix lloc on avui dia s'alça el pont. Sota el pont hi ha un grup de 17 forats circulars excavats a la roca que devien tenir la funcionalitat de sostenir pals de fusta. Tenint en compte que tan sols es troben a una banda del riu, sembla improbable que es tracti de les bases d'un pont de fusta; més aviat cal pensar en alguna resclosa d'època medieval, o una torre de vigilància de l'alta edat mitjana. L'any 1193 apareix citat en un document de confirmació quan es ratifica la donació de «les primícies de tot l'honor de Vilomara i el delme dels molins que hi ha en el pont ....». En testaments del segle xiii, hom troba diversos llegats a favor d'aquesta obra. El 1312 l'arquebisbe de Tarragona dona llicència per treballar en l'obra del pont en un dia festiu. El setembre de 1509 el trobem esmentat quan el rei Ferran concedeix a Manresa el poder de posar pontatge en els quatre ponts.
En el seu estat actual és una reconstrucció dels anys 1617-1625 feta després d'un aiguat devastador que se n'endugué els tres ulls centrals.
El 1920 es va adaptar al trànsit rodat i el 1987 es va restaurar i es va fer de vianants.

## Arquitectura

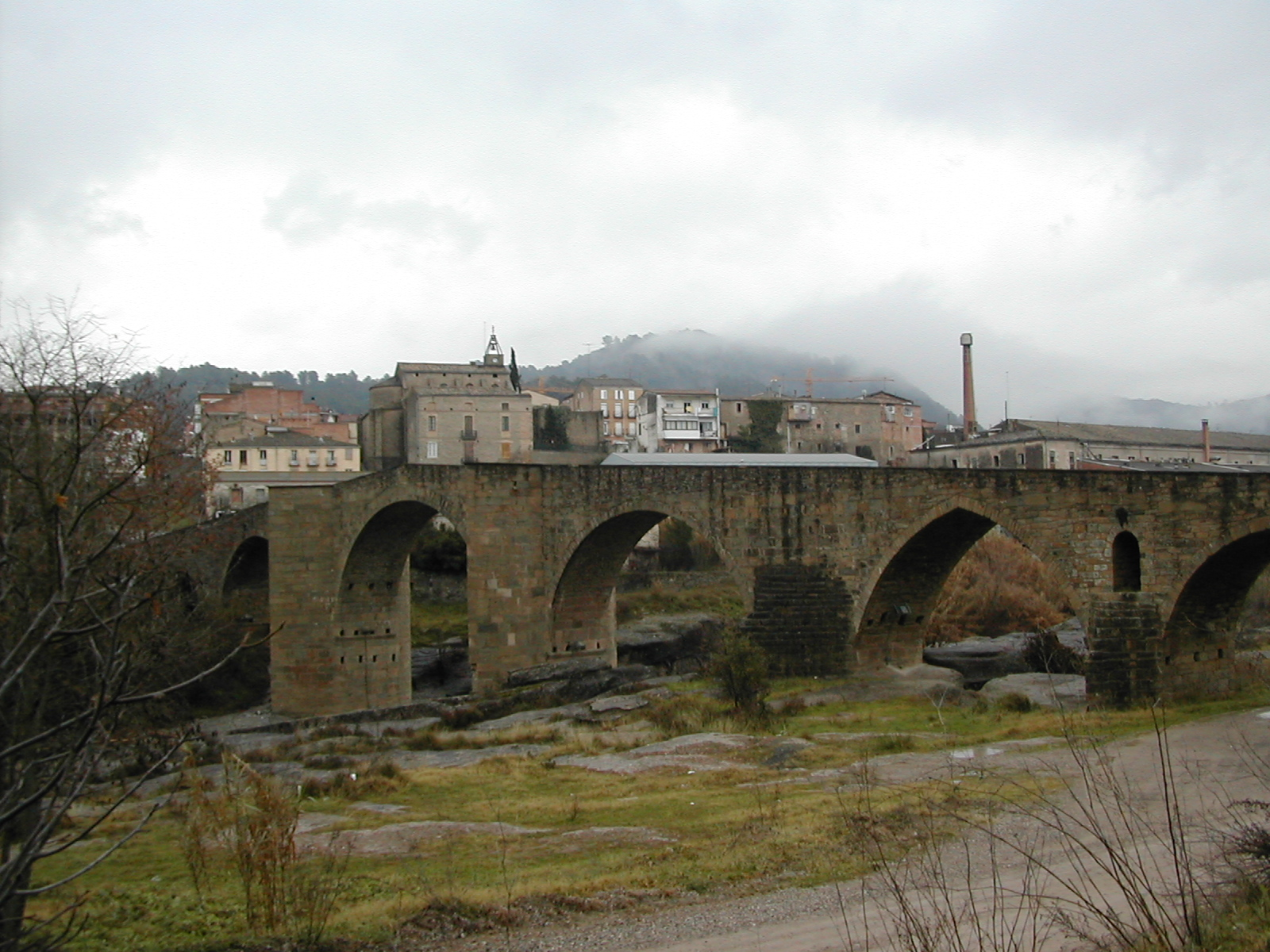
L'únic arc ogival. A la dreta, obertura per donar sortida a un aiguat

Té la forma dels tradicionalment anomenats ponts d'esquena d'ase. Està estructurat en nou arcades de mamposteria d'obertura desigual, l'amplada de les quals tendeix a créixer a mesura que s'acosten al centre. És un pont d'estructura gòtica, amb nou arcs i 130 m de llarg. Els arcs són de mig punt, excepte el quart (venint de Manresa) que és ogival. Es recolzen sobre ferms pilars; els dos del sisè arc, que és el més alt, aigües amunt acaben en forma rectangular i aigües avall es veuen reforçats per unes torres rodones adossades que formen refugis rodons a nivell de la via.
En la part alta d'un dels pilars hi ha una obertura per tal de donar sortida a un possible embat de l'aigua. Les interarcades presenten reforços en espiga i degradació.
El parament exterior és força regular; els carreus de la base són més grans que la resta i estan fonamentats en la mateixa roca. L'escut de Manresa esculpit al mig del pont delimita els termes de Manresa i el Pont de Vilomara i Rocafort.